# Нировце
Нировце (слч. Nýrovce) насељено је мјесто са административним статусом сеоске општине (слч. obec) у округу Љевице, у Њитранском крају, Словачка Република.

## Становништво
| Година:    | 1994. | 2004.   | 2014.   | 2024.   |
| ---------- | ----- | ------- | ------- | ------- |
| Број људи: | 587   | 569     | 525     | 499     |
| Разлика:   |       | -3,06 % | -7,73 % | -4,95 % |

| Година:    | 2023. | 2024.   |
| ---------- | ----- | ------- |
| Број људи: | 507   | 499     |
| Разлика:   |       | -1,57 % |

Према подацима о броју становника из 2011. године насеље је имало 565 становника.